# Luisa Ortega Díaz
Luisa Marvelia Ortega Díaz (sinh ngày 11 tháng 1 năm 1958) là một luật sư người Venezuela. Từ tháng 12 năm 2007 đến tháng 8 năm 2017, bà là Công tố viên trưởng Venezuela. Bà là một người ủng hộ tư tưởng Chavez.

## Đầu đời và sự nghiệp
Ortega Díaz sinh ra tại Valle de la Pascua, thuộc bang Guárico, vào ngày 11 tháng 1 năm 1958.
Cô được đào tạo tại Đại học Carabobo, ở Carabobo, tốt nghiệp ngành luật. Sau đó, cô đã chọn chuyên về luật hình sự và luật tố tụng và chuyển đến Caracas. Cô học luật hình sự tại Đại học Santa María và luật tố tụng tại Đại học Công giáo Andrés Bello, cả hai đều ở thủ đô.
Ortega sau đó trở thành giáo sư luật tại Đại học Santa María và vẫn giữ danh hiệu này. Cô cũng từng là một nhà tư vấn pháp lý cho kênh truyền hình nhà nước, Venezolana de Televisión.

## Công tố viên trưởng
Vào tháng 4 năm 2002, Ortega đã tham gia ngạch công tố trong bộ Tư pháp.
Vào ngày 13 tháng 12 năm 2007, bà được bổ nhiệm làm Tổng công tố viên dưới thời Tổng thống Hugo Chavez, văn phòng thường được dịch bởi tương đương với Tổng chưởng lý. Bà được bổ nhiệm bởi Quốc hội do phái Chavez năm giữ, bổ nhiệm trong thời gian sáu năm kể từ năm 2008. Vào tháng 12 năm 2014, khi hoàn thành nhiệm kỳ 2008-2014, bà đã nhận được ủy quyền cho nhiệm kỳ thứ hai, từ 2015-21. 

Bà là Công tố viên trưởng dưới thời Nicolás Maduro đã ký lệnh bắt giữ và cáo trạng được ban hành chống lại lãnh đạo phe đối lập Leopoldo Lopez. Về sau Ortega tuyên bố, không có bằng chứng, rằng bà đã bị áp lực trong việc đưa ra những cáo buộc chống lại Leopoldo.
Ortega đã tố cáo sự rạn nứt của nền dân chủ ở Venezuela khi Tòa án Tối cao Venezuela tuyên bố đảm nhận các quyền hiến định theo Quốc hội. Động thái này bị phe đối lập xem là cướp đoạt quyền lực  của chính phủ Maduro và Tòa án tối cao Venezuela.
Vào ngày 29 tháng 6 năm 2017, Tòa án Tối cao cấm bà rời khỏi đất nước và đóng băng tài sản của bà, do bị cáo buộc là "hành vi sai trái nghiêm trọng" khdduwwongw chức.
Bà đã bị bãi nhiệm làm Công tố viên trưởng bởi Quốc hội lập hiến quốc gia mới thành lập vào ngày 5 tháng 8 năm 2017.

## Về sau
Tarek William Saab, Công tố viên trưởng thay thế do Quốc hội lập hiến bổ nhiệm, đã đưa ra tuyên bố vào ngày 16 tháng 8 năm 2017 rằng cựu Công tố viên trưởng Luisa Ortega Díaz và chồng bà, German Ferrer, đã điều hành một nhóm tống tiền và một ngày sau đó, Quốc hội lập hiến đã ra lệnh bắt giữ họ, nhưng cặp vợ chồng đã chạy trốn sang Colombia. Ferrer đã trả lời các cáo buộc bằng cách tuyên bố các cáo buộc có bản chất chính trị.
Maduro cho biết ông ta đang tìm kiếm lệnh bắt giữ quốc tế cả bà và chồng bà tuyên bố rằng họ đã dính líu đến các tội ác nghiêm trọng.